# Orthoclydon praefectata
Orthoclydon praefectata är en fjärilsart som beskrevs av Walker 1861. Orthoclydon praefectata ingår i släktet Orthoclydon och familjen mätare. Inga underarter finns listade i Catalogue of Life.